# 政敵の悪魔化
政敵の悪魔化（せいてきのあくまか、Demonizing the enemy）とは、政敵が破壊行為を目論む邪悪な侵略者であるという考えを助長させるプロパガンダ手法である .。

## 定義
ジュールズ・ボイコフは政敵の悪魔化を以下の4つに定義する。
1. メディアも国家も、敵の本質的な性質を、道徳的な善悪の枠に当てはめて描写している
2. 相手の性格は、マニ教的な善悪二元論的手法で描かれる
3. これらの悪魔的描写は主に国家によって発信される
4. 国家は政敵からの反論を隠す

## 歴史
政敵に対する悪魔化は歴史上ほとんどの時代に使われてきた。トゥキディデスは古代ギリシャでその例を記録した。
フィリップ・ナイトレイは、政敵(最初はその指導者、後に個人)の悪魔化は、西側メディアが従う予測可能なパターンとなり、最終段階は残虐行為であると信じていた
第二次世界大戦中、敵国に対する悪魔化や旗を振る愛国心を含むプロパガンダドキュメンタリーが、米国国務省や米国の他の州機関によって作成され、承認された後に配布された。

## 擬人化と悪魔化
第一次世界大戦中にロシアのマスメディアによって悪魔化されたカイザー・ヴィルヘルム2世のように、敵が個人であれば、悪魔化は簡単に実行できる。